# Anarchistes, grâce à Dieu
Ne doit pas être confondu avec Grâce à Dieu.
Anarchistes, grâce à Dieu (Anarquistas, Graças a Deus) est une mini-série brésilienne en 9 épisodes de 50 minutes, écrite par Walter George Durst d'après le roman éponyme et autobiographique de Zélia Gattai, et diffusée au Brésil du 7 au 17 mai 1984 sur le réseau Globo. En France, la mini-série a été diffusée du 5 janvier au 1er mars 1986 sur Canal+ et rediffusée du 30 juin au 25 août 1986, toujours sur Canal+.

## Distribution
- Débora Duarte : Angelina Gattai
- Ney Latorraca : Ernesto Gattai
- Daniele Rodrigues : Zélia Gattai